# Fritz Borgnis
Fritz E. Borgnis (* 24. Dezember 1906 in Mannheim; † 27. August 1982 in Zürich) war ein deutsch-schweizerischer Elektroingenieur, Physiker und Hochschullehrer.

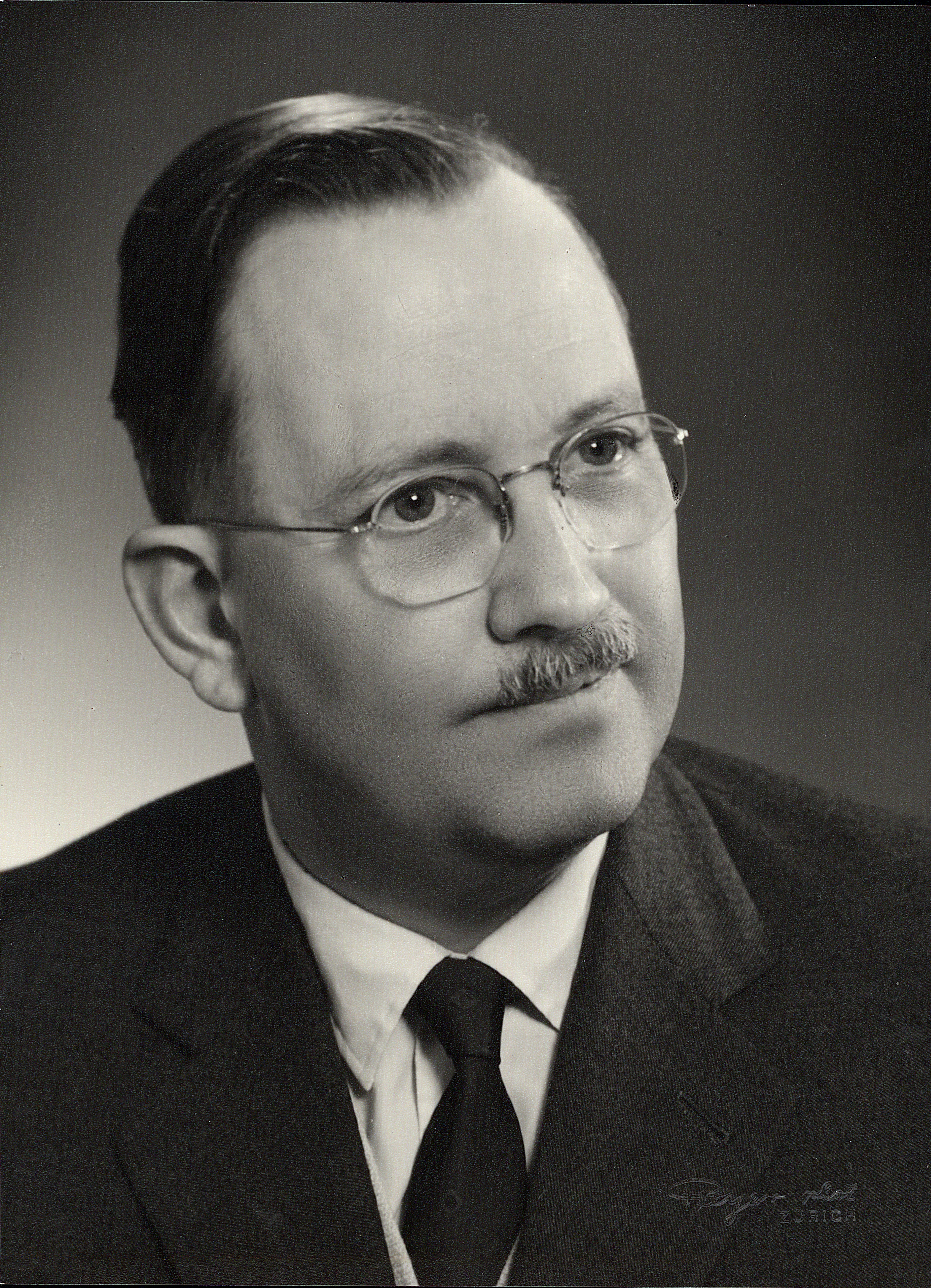
Fritz Borgnis (1961)

## Werdegang
Borgnis absolvierte ein humanistisches Gymnasium und schloss 1929 sein Studium der Elektrotechnik an der Technischen Hochschule München als Diplomingenieur ab. Darauf folgte ein Zusatzstudium in Mathematik und Physik an der Universität München, wo er 1936 auf dem Gebiet der Stromleitung mittels Konvektion und Diffusion promovierte (Dr. Ing.). 1940 erlangte er mit einer Arbeit über elektromagnetische Eigenschwingungen dielektrischer Räume die Habilitation. Daraufhin war er während sieben Jahren an der Universität Graz tätig und war von 1948 bis 1950 an der ETH Zürich engagiert. Anschliessend war Borgnis während sieben Jahren in den Vereinigten Staaten als wissenschaftlicher Mitarbeiter und Gastprofessor an verschiedenen Universitäten aktiv. Ab 1957 bis 1960 bekleidete er das Amt eines Forschungsdirektors bei der Allgemeinen Deutschen Philips Industrie. Er wurde 1960 an die ETH Zürich berufen, wo er die Leitung des Instituts für Hochfrequenztechnik übernahm. Als Ordinarius auf diesem Fachgebiet bildete er Hunderte von Diplomingenieuren aus und war auch vielfacher Doktorvater, so von Peter Leuthold als seinem Nachfolger an der ETHZ.
An seinem Institut wurden seit 1963 Einrichtungen zur Messung der Strömungsgeschwindigkeit von Flüssigkeiten mittels Ultraschall entwickelt.  Eine Reihe von Fachartikeln beschreiben den erzielten Fortschritt bis hin zu klinischen Versuchen in Blutgefässen.
Borgnis heiratete 1964 Gerda Maschinda.
Er trat 1977 an der ETH in den Ruhestand.

## Monographien und Schriften (Auswahl)
- Fritz E. Borgnis, Charles Herach Papas: Randwertprobleme der Mikrowellenphysik. Springer, Berlin, Göttingen, Heidelberg 1955, ISBN 978-3-642-88039-1 (XV, 266 S.).
- Fritz E. Borgnis, Charles Herach Papas: Electromagnetic Waveguides and Resonators. In: Siegfried Flügge (Hrsg.): Handbuch der Physik, Band XVI: Elektrische Felder und Wellen. Springer, 1958, S. 285–422.
- Eine Liste seiner vielen wissenschaftlichen Publikationen findet sich in seinem Nachlass.[8]

## Ehrungen
- Fellow of the American Physical Society
- Fellow of the Institute of Electrical and Electronics Engineers
- Fellow of the American Acoustical Society.